# Вишонкі-Войцехи
Вишонкі-Войцехи (пол. Wyszonki-Wojciechy) — село в Польщі, у гміні Клюково Високомазовецького повіту Підляського воєводства. Населення — 147 осіб (2011).
У 1975—1998 роках село належало до Ломжинського воєводства.

## Демографія
Демографічна структура станом на 31 березня 2011 року:
|          | Загалом | Допрацездатний вік | Працездатний вік | Постпрацездатний вік |
| -------- | ------- | ------------------ | ---------------- | -------------------- |
| Чоловіки | 77      | 18                 | 48               | 11                   |
| Жінки    | 70      | 15                 | 39               | 16                   |
| Разом    | 147     | 33                 | 87               | 27                   |